# Yukarıdüğencili, Akkuş
Yukarıdüğencili là một xã thuộc huyện Akkuş, tỉnh Ordu, Thổ Nhĩ Kỳ. Dân số thời điểm năm 2010 là 83 người.